# Luth
Pour les articles ayant des titres homophones, voir Lût et Lutte (homonymie).
Le luth est un instrument à cordes pincées. Dans le système Hornbostel-Sachs, le terme désigne aussi de manière générale tout instrument ayant les cordes parallèles à un manche.
Bien que voisin de la guitare, le luth a connu une histoire différente et distincte, les deux instruments ayant coexisté au cours des périodes principales de la musique. Il est d'origine persane (oud) pour la forme générale et arabe pour la caisse en lamellé-collé.

## Luth arabe et luth occidental
Il faut distinguer aujourd'hui dans le langage courant, deux grands types de luths :
- Le luth arabe — oud (terme venant de al `oud : « le morceau de bois »), qui a donné le nom « luth » — encore utilisé couramment aujourd’hui en Afrique du Nord, et au Moyen-Orient. C'est un instrument essentiellement mélodique (voir l'article détaillé). Une de ses variantes est le târ, luth persan à long manche et double cœur, utilisé en Asie centrale, en Iran et dans le Caucause, notamment en Azerbaïdjan.
- Le luth occidental, dérivé du luth arabe, est l'objet de cet article. Arrivé en Europe par l’Espagne, pendant la présence mauresque, il s'est différencié du précédent vers le XIVe siècle. Il est devenu vraiment polyphonique grâce à l'ajout de frettes sur le manche. Il a sans cesse évolué, principalement par l’ajout de cordes graves, jusqu’au XVIIIe siècle où il finira par disparaître, victime d’une image très élitiste et close du public, ainsi que de son manque de volume sonore. L'essor de la musique ancienne jouée sur des instruments copiés d'instruments originaux a relancé l'intérêt pour cet instrument depuis la fin du XIXe siècle.

## Lutherie

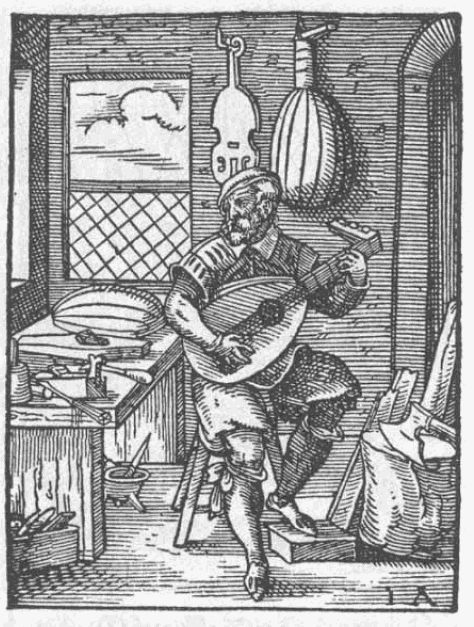
Atelier d'un luthier (1568).

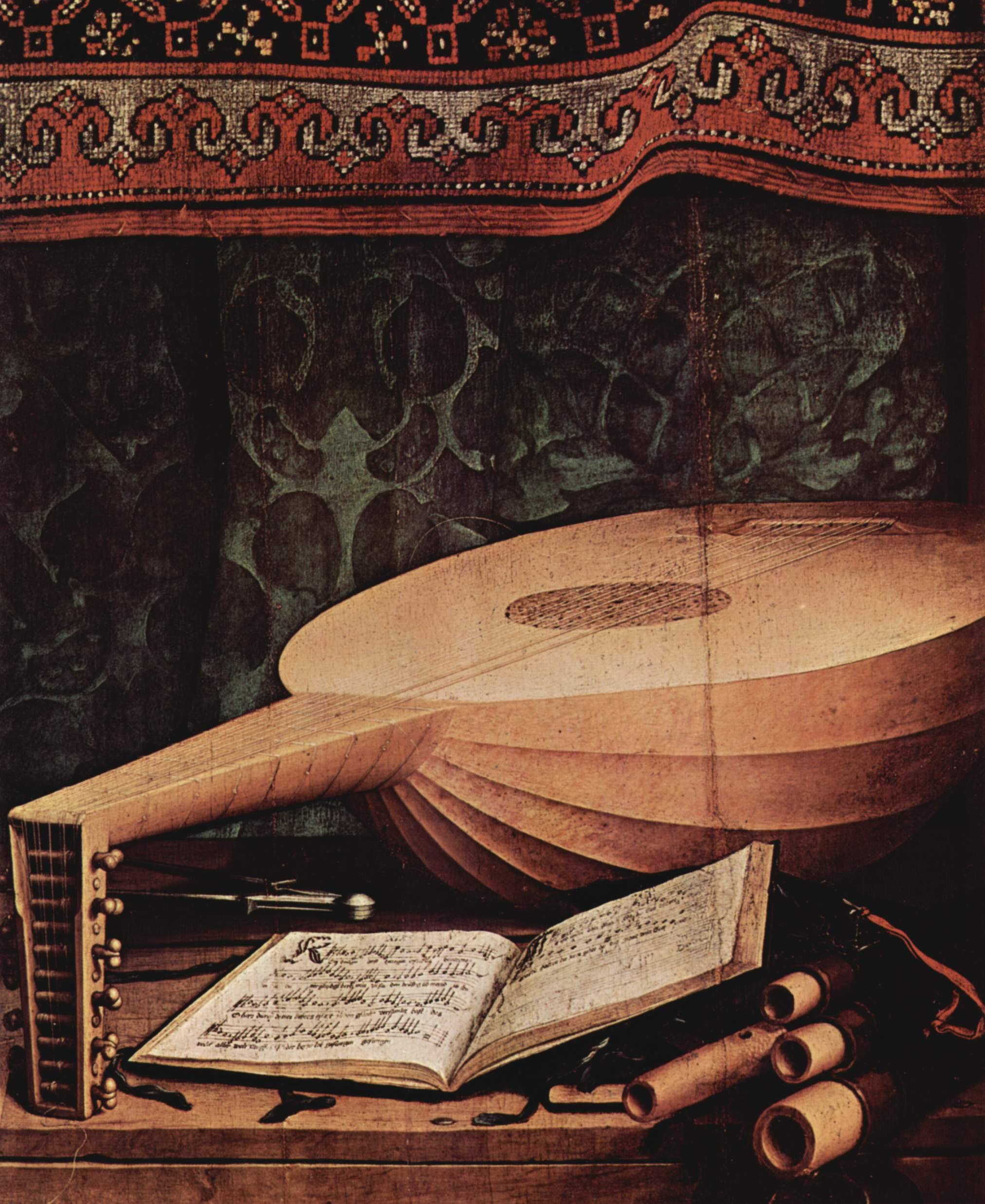
Détail du tableau Les Ambassadeurs de Hans Holbein le Jeune.

Le luth est presque entièrement en bois. La table est faite d'une fine planche de bois résonnant (le plus souvent de l'épicéa) en forme de poire. Les luths ont parfois trois rosaces décorées. Elles ne sont pas ouvertes comme sur une guitare classique actuelle, mais constituées d'une grille décorative sculptée dans le bois de la table lui-même.
Le dos de l'instrument est un assemblage de fines planches de bois appelées côtes assemblées (avec de la colle) bord à bord pour former le corps très arrondi de l'instrument. L'intérieur de cette coque est renforcé par des bandes de parchemin collées. Le manche est réalisé dans un bois léger et couvert de bois dur (en général de l'ébène) pour la touche. Contrairement à la plupart des instruments actuels, la touche est au même niveau que la table. La tête des luths avant la période baroque faisait un angle avec le manche de près de 90°, probablement pour que les cordes de faible tension restent fermement plaquées au début du manche. Les chevilles sont coniques et sont maintenues en place par friction dans les trous qui les reçoivent. La forme et les bois employés font du luth un instrument très léger pour sa taille.
Les frettes sont réalisées à l'aide de cordes en boyau nouées autour du manche. Quelques frettes supplémentaires en bois sont généralement collées sur la table, où elles ne peuvent être nouées derrière le manche.
Les cordes en boyau (plus rarement en métal) sont groupées en chœurs, généralement deux cordes par chœur (plus rarement trois) à l'exception du chœur le plus aigu, la chanterelle, constitué d'une seule corde ; dans les luths baroques tardifs, les deux chœurs les plus aigus sont généralement deux cordes simples. Les chœurs sont comptés en groupe, ainsi la corde la plus aiguë est appelée premier chœur, les deux cordes suivantes (pour un luth renaissance) deuxième chœur etc. Un luth renaissance à huit chœurs aura donc habituellement quinze cordes (sept fois deux cordes et une corde simple) et un luth baroque à treize chœurs, vingt-quatre cordes (onze fois deux cordes et deux cordes simples).
Les chœurs sont accordés à l'unisson dans l'aigu et le médium, les chœurs graves ayant une des cordes accordée à l'octave supérieure (selon les époques, cette octave est rajoutée à partir de hauteurs différentes). Les deux cordes d'un chœur sont normalement jouées à la même hauteur (dans la même case) et simultanément, à l'exception de cas rarissimes où elles sont jouées séparément ou dans des cases différentes. 

## Accord

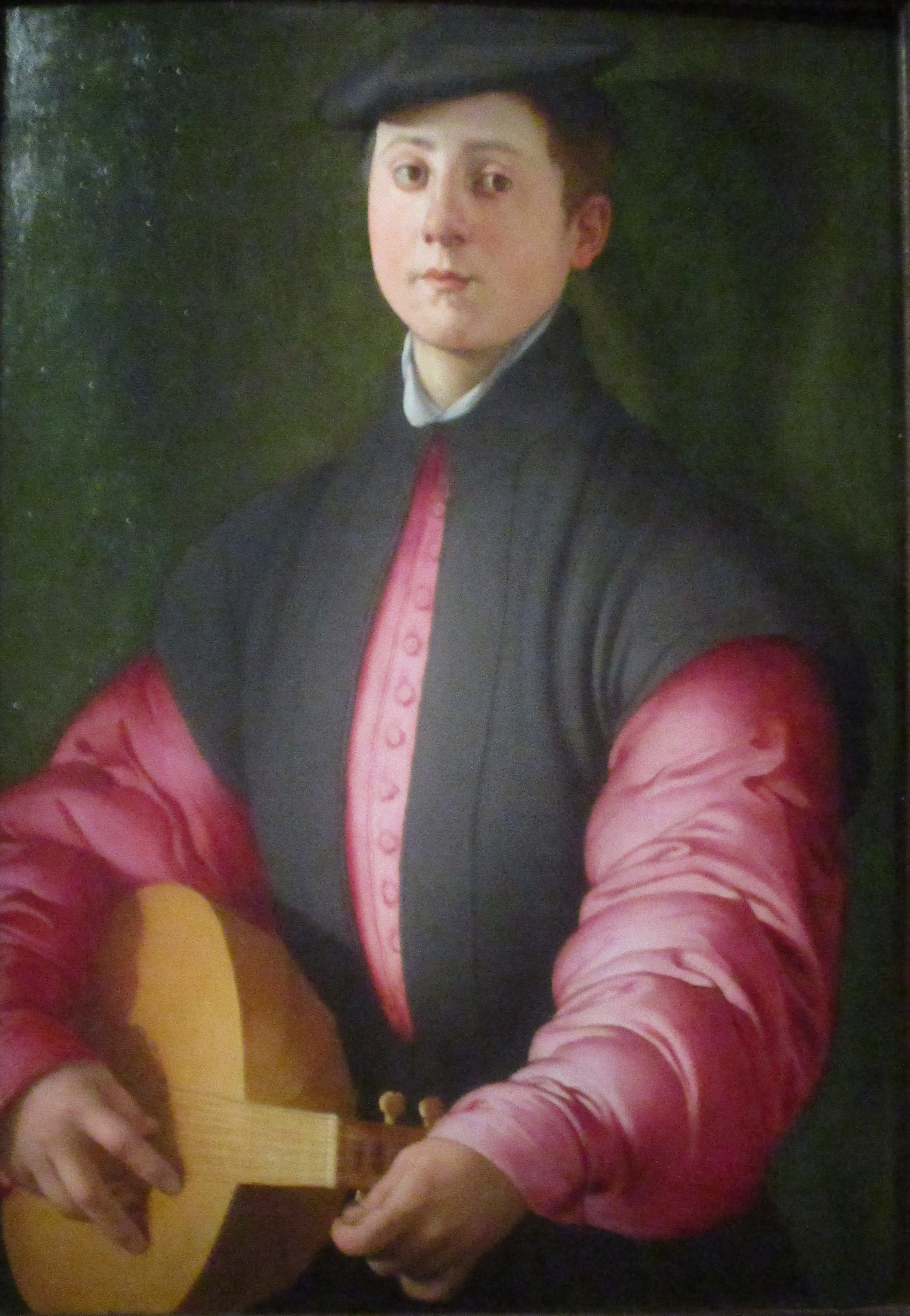
Portrait d'un joueur de luth (vers 1529-1530), Pontormo, huile sur bois, collection Alana, Newark (Delaware), États-Unis.

L'accord du luth est très peu standardisé et assez complexe. Les luths ont été construits dans des tailles très variables et sans standard permanent d'accord, le nombre de cordes et de chœurs ayant lui aussi beaucoup changé.
Cependant, on peut dire que l'accord du luth Renaissance ci-dessous est en général celui qui était employé : pour un luth à 6 chœurs, on retrouve l'accord de la viole de gambe ténor, les chœurs ayant entre eux un intervalle de quarte juste, à l'exception de l'intervalle entre les 4e et 3e chœurs qui est une tierce majeure (on peut retrouver l'accord du luth Renaissance sur une guitare en abaissant la troisième corde au fa# - au lieu de sol - et en utilisant un capodastre à la troisième case ; sans capodastre, les notes jouées depuis la tablature sonnent une tierce mineure au-dessous du luth).
Pour les luths de plus de 6 chœurs, les chœurs sont ajoutés vers le grave. En raison du grand nombre de cordes et de la largeur du manche, il est alors difficile de modifier le son des chœurs les plus graves en plaçant un doigt de la main gauche sur la touche ; ces chœurs sont donc plutôt utilisés de façon diatonique pour permettre leur utilisation en cordes à vide, comme pour le luth pré-baroque à 10 chœurs - voir ci-dessous.
Il s'agit ici de l'accord habituel, et il arrive que le compositeur donne d'autres indications sur la manière d'accorder - par exemple : 7e chœur en Fa.
Le XVIIe siècle accroît encore la diversité d'accords, tout particulièrement en France. À la fin du siècle, une certaine norme se met cependant en place, l'accord dit en ré mineur s'imposant. Les basses indiquées ci-dessous pour le luth baroque sont modifiées selon la tonalité jouée.
| Instrument                   | Accord |
| ---------------------------- | --- |
| Luth Renaissance à 6 chœurs  | \new Staff \with {\remove "Time_signature_engraver"}{\time 6/1\clef "G_8" { << {g1 c' f a d'} \\ { g,1 c f a d' g'} >>}}                                      |
| Luth Renaissance à 8 chœurs  | \new Staff \with {\remove "Time_signature_engraver"}{\time 8/1 \clef "G_8" { << {d1 f g c' f a d'} \\ {d,1 f, g, c f a d' g'} >>}}                            |
| Luth pré-baroque à 10 chœurs | \new Staff \with {\remove "Time_signature_engraver"}{\time 10/1 \clef "G_8" { << {c1 d ees f g c' f a d'} \\ {c,1 d, ees, f, g, c f a d' g'} >>}}             |
| Luth baroque à 13 chœurs     | \new Staff \with {\remove "Time_signature_engraver"}{\time 13/1 \clef "G_8" { << {a,1 b, c d e f g a, d f a} \\ {a,,1 b,, c, d, e, f, g, a, d f a d' f'} >>}} |

## Diapason
Le diapason peut varier de la3=392 Hz à la3=470 Hz selon le pays, le répertoire, l'instrument et le diapason utilisé par les autres instruments dans le jeu d'ensemble. Il n'existe pas de standard universel à l'époque, seuls des standards locaux peuvent être établis.

## Évolution de l'instrument après l’âge d'or
Malgré sa quasi-disparition au XVIIIe siècle, l'instrument continue à survivre tant en France qu'aux États-Unis. On trouve ainsi des traces du théorbe et du chitarrone au salon des Champs-Élysées de 1895. On parle aussi d'un luthiste aux États-Unis accompagnant les films muets, et composant pour son instrument.
Quelques compositeurs français du XXe siècle ont écrit pour le luth à 10 cordes : Jacques Chailley, Yvonne Desportes grand prix de Rome, Jean Loubier à la demande de Michel Faleze, luthiste français et élève de Michael Schäffer. À signaler une pièce du compositeur hongrois Georg Aranyi-Aschner et une messe en latin avec luth, hautbois solo, quatuor à cordes, orgue et chœurs.
Au XXIe siècle, certains luthistes composent pour leur instrument une musique originale et idiomatique : Jozef Van Wissem, Ronn McFarlane (en) et Tsiporah Meiran ont ainsi entrepris de composer une musique contemporaine pour cet instrument initialement réservé au répertoire ancien.

## Liste de compositeurs de musique pour luth

### Luth Renaissance
- Italie 
  - Domenico Bianchini
  - Pietro Paolo Borrono
  - Franciscus Bossinensis
  - Francesco Canova da Milano
  - Vincenzo Capirola
  - Giovanni Maria da Crema
  - Marco dall'Aquila
  - Joan Ambrosio Dalza
  - Albert de Rippe (Italien actif en France)
  - Vincenzo Galilei
  - Giovan Maria Giudeo
  - Giacomo Gorzanis
  - Simone Molinaro
  - Giovanni Paolo Paladino
  - Francesco Spinacino
  - Maddalena Casulana
- Angleterre
  - Daniel Bacheler
  - Thomas Campion
  - Anthony de Countie
  - John Dowland
  - Robert Dowland
  - John Johnson
  - Robert Johnson 
  - Philip Rosseter
- France
  - Jacques Moderne (imprimeur)
  - Pierre Attaingnant (imprimeur)
  - Charles Bocquet
  - Adrian Le Roy
  - Guillaume Morlaye
  - Nicolas Vallet
- Europe centrale
  - Valentin Bakfark
  - Hans Neusidler
  - Melchior Neusidler

### Luth baroque
- Italie
  - Bellerofonte Castaldi (théorbe)
  - Andrea Falconieri (archiluth)
  - Michelagnolo Galilei
  - Johannes Hieronymus Kapsberger (chitarrone)
  - Alessandro Piccinini (archiluth et chitarrone)
  - Giovanni Zamboni (archiluth)
- France
  - Robert II Ballard
  - Nicolas Dubut ou Du But ou Dubuc
  - François Dufaut
  - Jacques Gallot
  - Ennemond Gaultier, dit Le Vieux Gaultier
  - Denis Gaultier, dit Gaultier le Jeune
  - Nicolas Hotman (théorbe)
  - Charles Hurel (théorbe)
  - Étienne Lemoyne (théorbe)
  - René Mézangeau
  - Charles Mouton
  - Germain Pinel
  - Louis de Rigaud, sieur de Fonlidon
  - Robert de Visée
- Allemagne
  - Johann Sebastian Bach
  - Adam Falckenhagen
  - Philipp Franz Lesage de Richée
  - Esaias Reusner
  - Sylvius Leopold Weiss
- Autriche
  - Wolff Jacob Lauffensteiner
  - Johann Georg Weichenberger

### Luth classique
Allemagne (Empfindsamer Stil)
- Joachim Bernhard Hagen
- Christian Gottlieb Scheidler

Autriche
- Karl Kohaut

Italie
- Maria Rita Brondi

### Compositeurs modernes et contemporains
- Tsiporah Meiran (France)
- Bruno Giner (France)
- Johann Nepomuk David (Allemagne)
- Vladimir Vavilov (Russie)
- Jozef van Wissem (Pays-Bas)
- Edin Karamazov (Bosnie) Ce dernier a joué avec Sting sur 2 albums, à savoir Songs from the Labyrinth (2006) et If on a Winter's Night... (2009)

## Tableaux célèbres représentant des luthistes

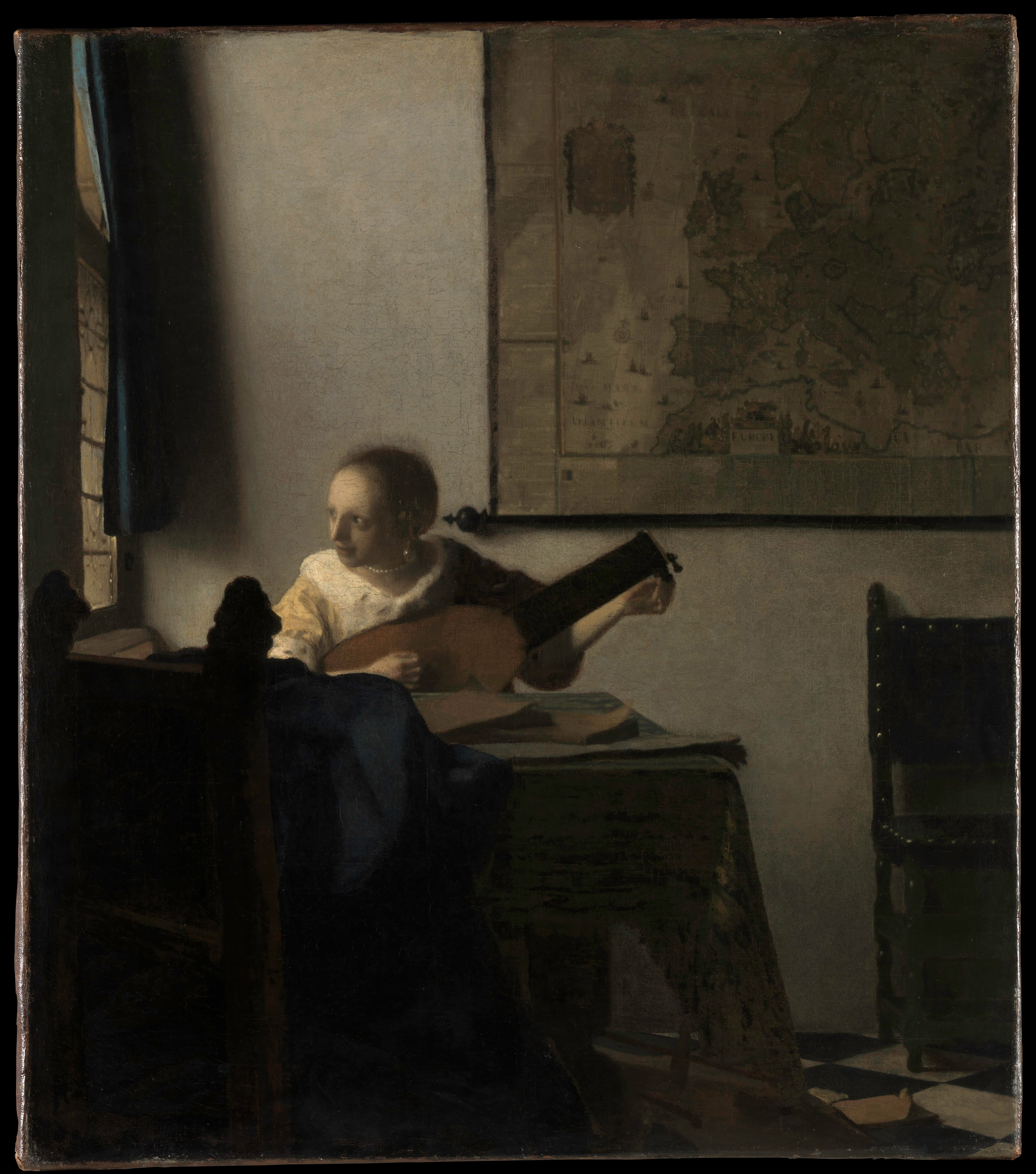
La Femme au luth par Vermeer.

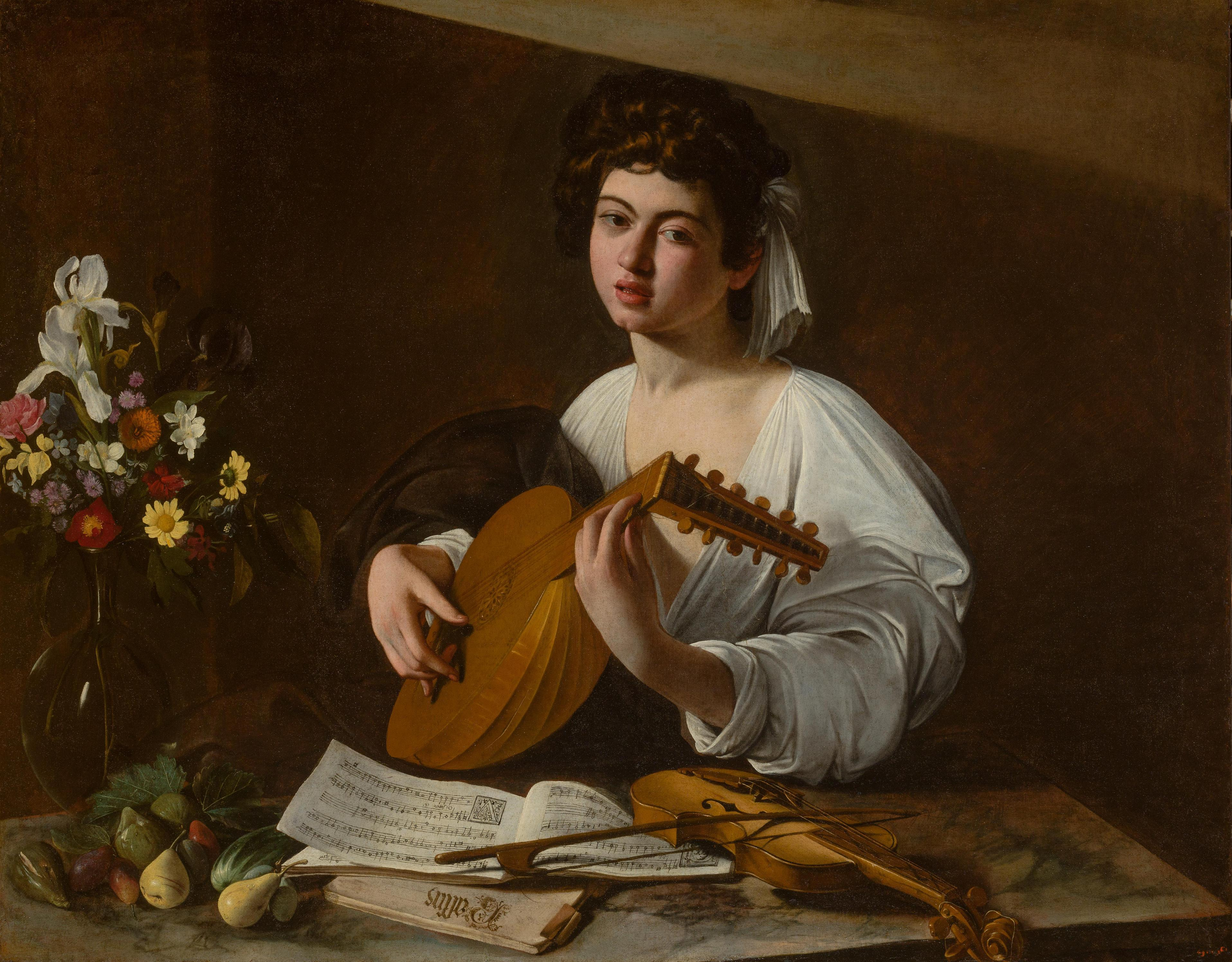
Le joueur de luth par Caravage.

- La Femme au luth de Johannes Vermeer
- Le Joueur de luth du Caravage (huile sur toile, 94×119 cm. Saint-Pétersbourg, Ermitage)
- Le Joueur de luth n°1 du Caravage (collection Wildenstein)
- Le Joueur de luth n°2 du Caravage (Badminton House de Gloucestershire, attribution contestée)
- La Joueuse de luth de Orazio Gentileschi
- Joueur de luth de Bernardo Strozzi
- Femme jouant du luth de Cornelis Bega
- La Joueuse de luth de Cornelis Bega
- Femme accordant un luth de Gerrit van Honthorst
- Autoportrait en joueuse de luth de Artemisia Gentileschi
- Portrait de femme jouant du luth de Jan van den Hoecke
- Le Joueur de luth de Frans Hals
- Le Joueur de luth de Bartolomeo Manfredi
- Femme jouant du luth de Jan Mijtens
- Homme accordant son luth de Theodore Rombouts
- Femme jouant du luth de Hendrick Terbrugghen
- Joueur de luth chantant de Hendrick Terbrugghen
- Le Joueur de luth de Hendrick Terbrugghen
- La Joueuse de luth de Gerard ter Borch
- Amour jouant du luth de Rosso Fiorentino

Le luth se voit aussi dans les célèbres tapisseries de Charles le Téméraire

#### Vidéos de luth
- Chaîne de la Société française de Luth
- Vidéos de solos de luth (8, 10 et 14 chœurs) et d'archiluth, chaîne de francescovedremo
- Another Lute Website, liste de 200 compositeurs
- Chaîne vidéos Le Luth Doré